# دلیو فرناندز
دلیو فرناندز (اسپانیایی: Delio Fernández‎؛ زادهٔ ۱۷ فوریهٔ ۱۹۸۶) دوچرخه‌سوار اهل اسپانیا است.
از باشگاه‌هایی که در آن رکاب زده‌است می‌توان به دلکو–مارسی پوونس کی‌تی‌ام اشاره کرد.